# کویر (کتاب)
کویر کتابی به قلم علی شریعتی است. این کتاب مجموعه مقالات شریعتی است.

## دربارهٔ کتاب
او نام این مقالات را کویر نامید که در مفهوم واژه «صحرا» است. این کتاب از ابعاد مختلف اهمیت دارد. کویر همچنین مکانی است که شریعتی در آن متولد و بزرگ شده‌است. در واقع کویر استعاره ای است برای نشان دادن جایگاه این مرد روی زمین پس از سقوط مفهومی. کویر همچنین در جایی توسط افراد متفکر برای یک زندگی معنوی گرا انتخاب شده‌است. کویر همچنین به برخی از خاطرات شریعتی و برخی از عقاید و بینش‌های نوگرایانه وی که با زبان شاعرانه توضیح داده شده‌است اشاره می‌کند. شریعتی گاهی در داخل کتاب به نقل قول‌های دیگر عرفا و روحانیون در ادیان مختلف اشاره می‌کند. به عنوان مثال او از عین القضات همدانی به عنوان برادر یاد می‌کند و به جای مقدمه خود از یک قسمت طولانی از همدانی یاد می‌نماید. ظاهراً وقتی در شرایطی کتاب همدانی را خوانده، بسیار تحت تأثیر او قرار گرفته.

## نگارش
شریعتی نوشتن را به جای سخنرانی و تدریس ترجیح داد. همچنین وی از واژه کویریات استفاده کرد که به چیزی که از طریق آن زندگی می‌کند اشاره دارد. وی می‌گوید تقریباً هر نگارش خود را می‌توان قطعه ای از وجود او دانست.